# Mesotype virgata
Mesotype virgata là một loài bướm đêm trong họ Geometridae.